# Europastraße 17
Die Europastraße 17 (E 17) ist eine Europastraße zwischen Antwerpen in Belgien und Beaune in Frankreich. Sie ist eine wichtige Nord-Süd-Verbindung, die im Sommer zusätzlich von niederländischen und belgischen Touristen stark frequentiert wird.

## Verlauf

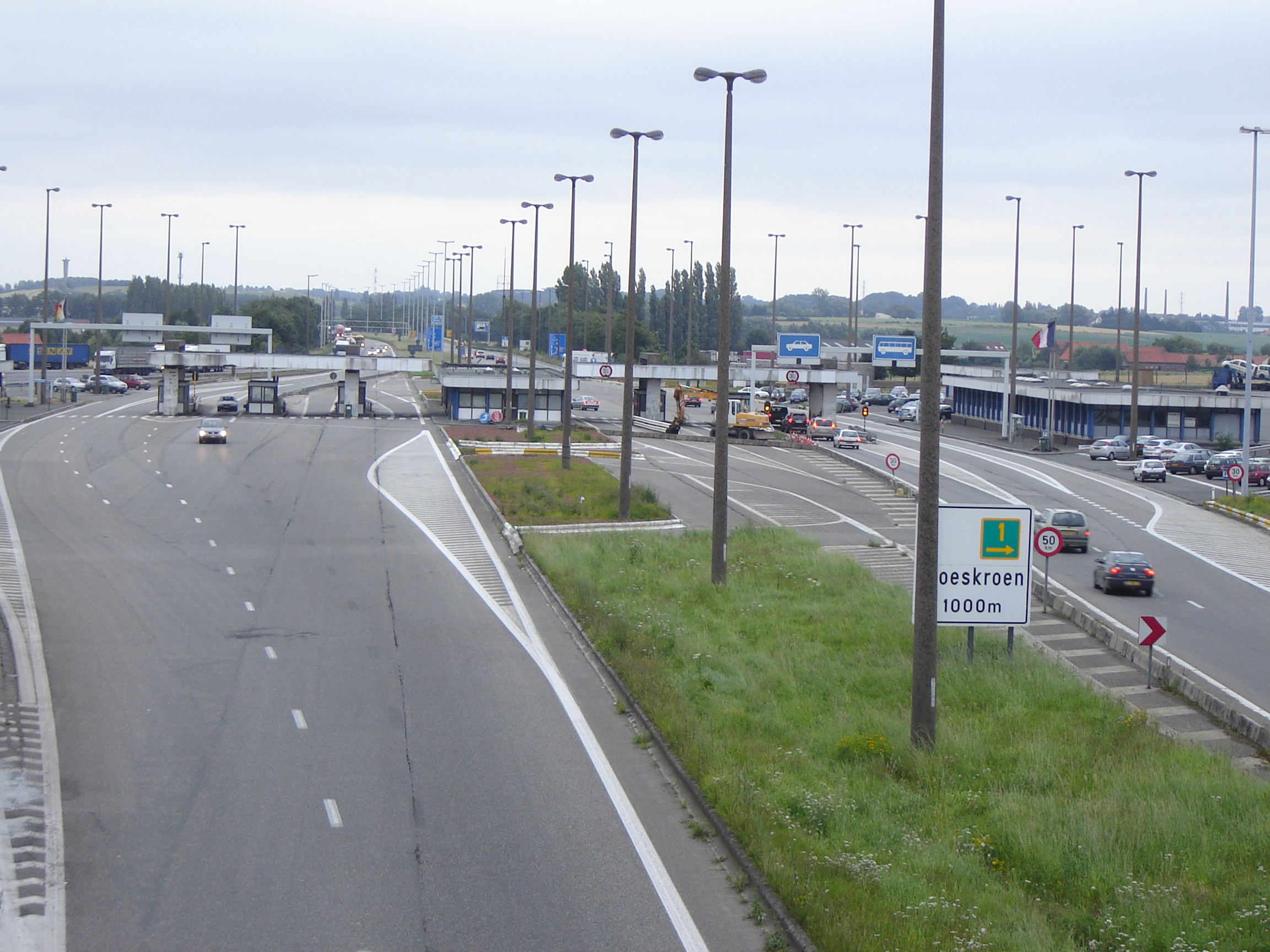
Die E 17 bei Rekkem

- Belgien
  - Antwerpen
  - Gent
  - Kortrijk

- Frankreich
  - Lille
  - Arras
  - Cambrai
  - Laon
  - Reims
  - Châlons-sur-Marne
  - Troyes
  - Langres
  - Beaune